# びわ郵便局
びわ郵便局（びわゆうびんきょく）は、滋賀県長浜市にある郵便局。民営化前の分類では、無集配特定郵便局だった。

## 概要
かつては旧びわ町内全域を管轄する集配郵便局だったが、民営化前の集配郵便局再編の際、当局の集配業務は長浜郵便局へ移管し、無集配特定郵便局となった。

## 沿革
- 2007年（平成19年）3月19日 - 民営化に伴い、郵便事業会社長浜支店へ集配業務を移管。同時にゆうゆう窓口も廃止。
- 2007年（平成19年）10月1日 - 民営化
- 2012年（平成24年）10月1日 - 日本郵便株式会社発足。

## 取扱内容
- 郵便、印紙、ゆうパック、内容証明
- 貯金、為替、振替、振込、国際送金、国債、投資信託
- 生命保険、バイク自賠責保険、がん保険、引受条件緩和型医療保険
- ゆうちょ銀行ATM

## 風景印
- 図案は琵琶湖上の遊覧船・ミシガンと竹生島とカモメ。局名表記は「滋賀　びわ」
- 使用開始日は1977年（昭和52年）7月11日

## 周辺
- フレッシュマートなかがわ
- さくら薬局 長浜川道店

## アクセス
駐車場あり（3台）